# María José Poves
María José Poves (ur. 16 marca 1978 w Saragossie) – hiszpańska lekkoatletka specjalizująca się w chodzie sportowym.
W zawodach pucharze świata w chodzie zadebiutowała na dystansie 20 kilometrów w 2004 roku. Rok później pierwszy raz wystąpiła w zawodach pucharze Europy w chodzie. Bez sukcesów startowała w 2005 na mistrzostwach świata oraz w 2006 na mistrzostwach Europy (w maju 2006 zdobyła brąz Mistrzostwa ibero-amerykańskie w chodzie na 10 000 metrów). W 2007 była dwunasta na mistrzostwach świata w Osace, a w 2008 zajęła siedemnastą lokatę w igrzyskach olimpijskich w Pekinie. Dziesiąta zawodniczka pucharu świata oraz jedenasta mistrzostw Europy z 2010. W 2011 była ósma na pucharze Europy, a w 2012 zdobyła brąz podczas pucharu świata w chodzie sportowym oraz była 12. na igrzyskach olimpijskich. 
Wielokrotna złota medalistka mistrzostw Hiszpanii.
Rekord życiowy: chód na 20 kilometrów – 1:28:15 (4 marca 2012, Pontevedra).